# Йохан Фридрих Вилхелм Йерусалем
Йохан Фридрих Вилхелм Йерусалем (на немски: Johann Friedrich Wilhelm Jerusalem, „Abt Jerusalem“, * 22 ноември 1709 в Оснабрюк, † 2 септември 1789 в Брауншвайг), наричан също „абат Йерусалем“, е немски протестантски теолог.
Той е син на евангелийски пастор М. Теодор Вилхелм фон Йерусалем (1668–1726) в Оснабрюк и на Катарина Мария (1684–1769). След смъртта на баща му през 1726 г. той следва теология в Лайпциг и Витенберг, завършва през 1731 г. като магистър. Две години той е в Холандия и през 1734 г. се връща в Германия, където до след 1737 г. има служба като дворцов майстер в Гьотинген. Няколко години е в Англия и става домашен учител в Хановер. През 1742 г. е извикан в Брауншвайгския двор. Там той е дворцов проповедник и възпитател на наследствения принц Карл Вилхелм Фердинанд. През 1752 г. той е номиниран за абат на манастир Ридагсхаузен.
Йерусалем е инициатор съосновател на основания през 1745 г. Collegium Carolinum, днешния Технически университет Брауншвайг. Той е най-важният съветник на херцог Карл I.
Йерусалем се жени през 1742 г. в Ерфурт за Марта Христина († 1778), род. Пфайфер, вдовица на професора по анатомия, хирургия и ботаника Йохан Вилхелм Албрехт (1703–1736). Те имат пет деца, от които син му юристът Карл Вилхелм (1747–1772) става тъжна знаменитост. След неговото самоубийство през 1772 г. той служи на Гьоте като мотив за романа „Страданията на младия Вертер“ („Die Leiden des jungen Werthers“).
Йерусалем е погребан в манастирската църква Ридагсхаузен при Брауншвайг.

## Произведения
- (Главно произведение, незавършено): Betrachtungen über die vornehmsten Wahrheiten der Religion, 1768–1779.

Ново, коментирано издание:
- Andreas Urs Sommer: Johann Friedrich Wilhelm Jerusalem: Schriften. Mit einer Einleitung. (Historia Scientiarum). ISSN 1430-8320
  - Band 1: Briefe über die Mosaischen Schriften und Philosophie. Betrachtungen über die vornehmsten Wahrheiten der Religion. Erster Theil. Olms-Weidmann, Hildesheim / Zürich / New York 2007, ISBN 978-3-487-13220-4.
  - Band 2: Betrachtungen über die vornehmsten Wahrheiten der Religion. Zweyter Theil. Olms-Weidmann, Hildesheim/ Zürich/ New York 2007, ISBN 978-3-487-13221-1.
  - Band 3: Betrachtungen über die vornehmsten Wahrheiten der Religion. Zweyten Theils zweyter Band oder viertes Stück. Olms-Weidmann, Hildesheim/ Zürich/ New York 2007, ISBN 978-3-487-13222-8.
  - Band 4: Nachgelassene Schriften. Erster Theil: Fortgesetzte Betrachtungen über die vornehmsten Wahrheiten der Religion. Hinterlaßne Fragmente. Olms-Weidmann, Hildesheim/ Zürich/ New York 2007, ISBN 978-3-487-13223-5.
  - Band 5: Nachgelassene Schriften. Zweyter und letzter Theil. Olms-Weidmann, Hildesheim/ Zürich/ New York 2007, ISBN 978-3-487-13224-2.